# Mandy (chanson)
Pour les articles homonymes, voir Brandy et Mandy.
Singles de Barry Manilow
Let's Take Some Time to Say Goodbye
(1974) It's a Miracle
(1975)
Clip vidéo
[vidéo] « Mandy (TopPop, 1973) », sur YouTube

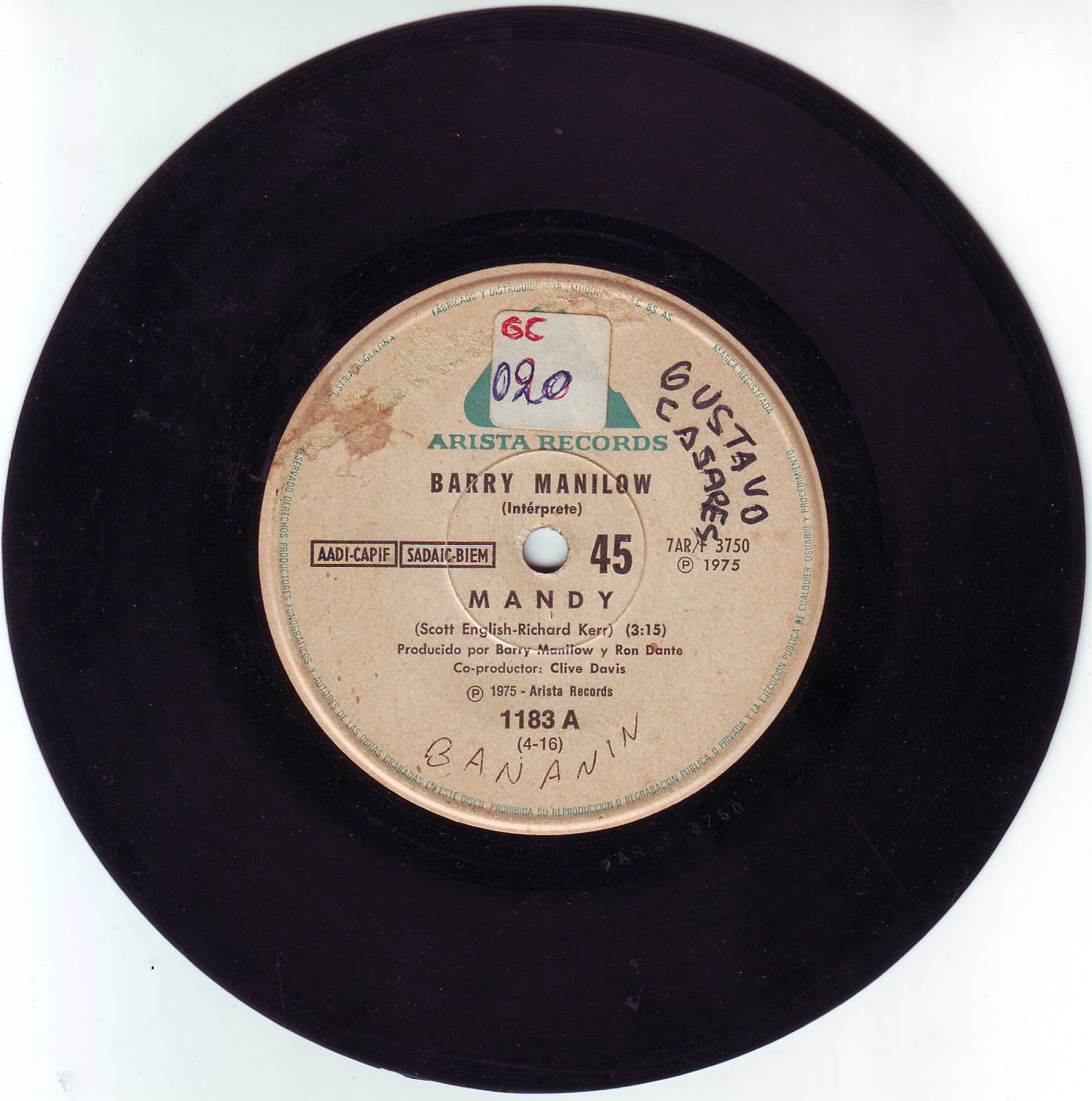
Disque vinyle unique de "Mandy", interprété par Barry Manilow

Brandy, plus connue sous le titre Mandy, est une chanson écrite par Scott English (en) et composée par Richard Kerr (en), originellement enregistrée par Scott English en 1971.

## Genèse
La version originale de Scott English est un hit au Royaume-Uni. Aux États-Unis, la chanson est publiée sous le titre Mandy pour éviter la confusion avec la chanson Brandy (You're a Fine Girl) du groupe américain Looking Glass.  
Quelques années plus tard, la chanson devient le premier hit de la carrière de Barry Manilow sous le titre Mandy. En janvier 1975, sa version atteint la 1re place du Billboard Hot 100 aux États-Unis.  
Elle est adaptée en français en 1976 par Claude François sur son album Le Vagabond. 